# Antonio Boroni
Pour les articles homonymes, voir Boroni (homonymie) et Borroni.
Antonio Boroni (ou Borroni, Buroni, Burroni, Baroni) (Rome, 1738 – Rome, 21 décembre 1792) est un compositeur italien.

## Biographie
Après avoir appris les rudiments de la musique auprès du Padre Martini à Bologne, en 1757, il entre au Conservatoire de la Pietà dei Turchini à Naples, où il suit l'enseignement de Lorenzo Fago et de Girolamo Abos. En 1758, il revint à Rome pour donner des leçons de musique au jeune Muzio Clementi, qui était son parent. Il a fait ses débuts en tant que compositeur d'opéra pendant le Carnaval de 1761 à Senigallia avec Demofoonte, qui a été représenté à la même époque l'année suivante au Théâtre Dolfin de Trévise et à Vicence. Entre 1763 et 1766, il a fait représenter à Venise ses œuvres lyriques. À l'automne 1766, il quitte Venise pour faire une tournée à Prague et à Dresde, afin de représenter ses autres œuvres. Il revint à Venise en 1769, mais l'année suivante, il est à nouveau sur les routes de l'Europe. Le 4 mai 1770 à Stuttgart, il prend le poste de maestro di cappella, succédant à Niccolò Jommelli. Il a alors comme élève Johann Christian Ludwig Abeille.  Il reste à Stuttgart jusqu'en 1777, quand il décide de retourner dans sa ville natale. Le 21 mars 1778, il est nommé maître de chapelle de la Cappella Giulia de la basilique Saint-Pierre, en 1782 de l'église Saint-Louis-des-Français et en 1790 de la Basilique Sant'Apollinare, église de la Collegium Germanicum.

## Le compositeur
Boroni n'était pas un compositeur prolifique, comme Piccinni son contemporain et Anfossi, mais il nous a laissé les drammi giocosi appréciables, comme L'amore in musica et Il Carnevale, qui en leurs temps ont eu beaucoup de succès. Leur mélodie et leur rythme élégant suivent les préceptes de l'école napolitaine, mais avec une légère influence de l'école vénitienne.

## Œuvres

### Opéras
On connait 20 opéras de Boroni :
- Demofoonte (dramma per musica, livret de Pietro Metastasio, 1761, Senigallia)
- La moda (dramma giocoso, livret de Pietro Cipretti, 1761, Turin)
- L'amore in musica (dramma giocoso, livret de F. Griselini, 1763, Venise)
- La pupilla rapita (dramma giocoso, 1763, Venise)
- Sofonisba (dramma per musica, livret de Mattia Verazi, 1764, Venise)
- Siroe, re di Persia (dramma per musica, livret de Pietro Metastasio, 1764, Venise)
- Le villeggiatrice ridicole (dramma comico, livret de A. G. Bianchi, 1765, Venise)
- La notte critica (dramma giocoso, livret de Carlo Goldoni, 1766, Venise)
- Artaserse (dramma per musica, livret de Pietro Metastasio, 1767, Prague)
- Didone (dramma per musica, livret de Pietro Metastasio, 1768, Prague)
- Il carnevale (dramma giocoso, livret de Pietro Chiari, 1769, Dresde)
- Le orfane svizzere (dramma giocoso, livret de Pietro Chiari, 1770, Venise)
- Le contadine furlane (dramma giocoso, livret de Pietro Chiari, 1771, Venise)
- La gara de' numi nel tempio d'Apollo (1772, Stuttgart)
- L'amour fraternel (opéra comique, 1774-1775, Stuttgart)
- Le déserteur (opéra comique, 1774-1775, Stuttgart)
- Zémire et Azor (opéra comique, 1774-1775, Stuttgart)
- L'isola disabitata (intermezzo, livret de Pietro Metastasio, 1775, Stuttgart)
- L'orfana perseguita (dramma giocoso, livret de Pietro Chiari, 1777, Vienne)
- Enea nel Lazio (dramma per musica, livret de Vittorio Amedeo Cigna-Santi, 1778, Rome)

### Autres œuvres
- Nombreuses messes et motets
- Qui retribuam Domino pour 2 voix et orgue
- Verbum caro pour 2 voix et orgue
- Ode in sei ode di Oratio (ca 1775)
- Sinfonia en ré majeur pour 2 cors, 2 hautbois, 2 violons, alto et basse (1772)
- Overtura en ré majeur
- Concerto en sol majeur pour flûte principale, 2 cors, 2 violons, 2 hautbois, alto et basse